# Catastrofe del cielo blu
La catastrofe del cielo blu (in inglese "blue sky catastrophe") è un fenomeno che si verifica nei sistemi dinamici: consiste in una biforcazione di un ciclo limite.

## Descrizione
Nella teoria dei sistemi dinamici una biforcazione è un fenomeno che avviene quando uno o più punti di equilibrio si creano, si distruggono o modificano la loro natura (ad esempio, da instabili diventano stabili o viceversa) mediante la manipolazione di un parametro di governo delle equazioni differenziali del sistema dinamico. Alcune biforcazioni possono portare a catastrofi.
Le biforcazioni si dividono in:
- Biforcazioni locali, le quali possono essere studiate interamente attraverso cambiamento dei punti di equilibrio o della loro stabilità: ritorna quindi utile il metodo della linearizzazione;
- Biforcazioni globali, più complicate e che, in generale, non possono essere analizzate solamente attraverso lo studio dei punti fissi.

### Esempio
Questo tipo di biforcazione è direttamente connesso con l'isteresi, fenomeno tipico di molte biforcazioni nello studio dei sistemi dinamici. Per comprendere meglio il concetto si può citare l'esempio in cui inizialmente una sella è localizzata vicino e poco al di sopra di un ciclo limite in uno spazio delle fasi bidimensionale, al cui interno è situato un repulsore (ciclo limite attrattivo). Il punto di sella gode di stabilità destra e sinistra ed instabilità verso l'alto e il basso; quindi, se orientiamo il piano delle fasi con i punti cardinali, ci sono orbite provenienti da est e ovest che terminano nella sella e orbite che nascono alla stessa e si allontanano verso nord e sud (quelle verso sud verranno catturate dal ciclo, dato che la sella è al di sopra del ciclo). Se {\displaystyle \phi } è il parametro che governa {\displaystyle f} in un'equazione del tipo {\displaystyle {\dot {x}}=f_{\phi }(t,x)} (cioè se {\displaystyle \phi } è il parametro la cui variazione dà luogo a biforcazioni), all'aumentare di esso il punto di sella si avvicina sempre di più all'orbita chiusa, fino a diventare parte di essa, quando i rami inferiore e sinistro coincidono con una parte del ciclo limite ({\displaystyle \phi =\phi _{cr}}). Abbiamo quindi una connessione omoclina: l'orbita che nasce dalla sella e va verso sud è omoclina (di periodo infinito), poiché ritorna dov'è nata. Aumentando ancora {\displaystyle \phi } la sella trasla verso il basso lungo il ciclo: supponiamo che le traiettorie provenienti da est rimangano pressoché invariate mentre quelle che giungevano da ovest vengano invece alterate, in modo tale che adesso arrivino da sinistra tutte le orbite nate dal repulsore. Allora l'orbita periodica si è "spezzata", e ciò significa che le traiettorie che partono dalla sella seguiranno quella che caratterizzava il ciclo limite per poi ritrovarsi al di sopra del punto critico e, data l'instabilità verso nord, divergeranno all'infinito e "svaniranno nel cielo blu".
Questo tipo di biforcazione è strutturalmente stabile, nel senso che il diagramma di biforcazione si deformerà di poco ma rimarrà qualitativamente inalterato per piccole variazioni delle equazioni del sistema.
Se ci fosse un punto di equilibrio stabile a nord (e ciò si può ottenere alterando le equazioni governanti in certe modalità), una volta avvenuta la catastrofe il sistema si porterebbe in quella configurazione di equilibrio; diminuendo {\displaystyle \phi } il ciclo limite tornerebbe a formarsi, ma il sistema rimarrebbe ancora nell'equilibrio stabile fino a quando quest'ultimo non verrebbe distrutto (ad esempio mediante un'altra biforcazione); allora si avrebbe un salto dall'equilibrio all'orbita periodica. Questo è il fenomeno dell'isteresi nella teoria dei sistemi dinamici.